# Большие числа
Неформально (обычно в развлекательной математике и научно-популярной литературе) большими числами называют числа, значительно превосходящие числа, используемые в повседневной жизни. С XV века большими считались числа больше тысячи, например миллион.
Изучение больших чисел и их номенклатуры иногда называются термином гугология (англ. googology). Термин был образован как комбинация слов «гугол» (классическое большое число) и «логос» (учение). Термин введён любителем математики Джонатаном Бауэрсом.

## История
Несмотря на то что гугология — современный термин, история изучения человеком больших чисел уходит в глубокую древность.
III век до н. э. — Архимед в своём труде Псаммит представил нотацию, позволяющую записывать числа до {\displaystyle 10^{8\cdot 10^{16}}}. В связи с этим его иногда называют первым «гугологистом».
I век н. э. — В буддистском священном тексте Аватамсака-сутра было упомянуто число {\displaystyle \approx 10^{10^{32}}}
1928 год — Вильгельм Аккерман опубликовал свою функцию.
1940 год — Эдвард Казнер описал числа гугол ({\displaystyle 10^{100}}) и гуголплекс ({\displaystyle 10^{10^{100}}}).
1947 год — Р. Гудштейн дал наименование операциям тетрации ({\displaystyle a\uparrow \uparrow b}), пентации ({\displaystyle a\uparrow \uparrow \uparrow b}) и гексации ({\displaystyle a\uparrow ^{4}b}).
1970 год — С. Вайнер дал определение быстрорастущей иерархии.
1976 год — Дональд Кнут изобрёл стрелочную нотацию (предел {\displaystyle \omega } в терминологии быстрорастущей иерархии).
1977 год — Мартин Гарднер в журнале Scientific American описал число Грэма ({\displaystyle G=g(64)=f^{64}(4)}, где {\displaystyle f(n)=3\uparrow ^{n}3}. Функция {\displaystyle g(n)} имеет скорость роста порядка {\displaystyle \omega +1}).
1983 год — была изобретена нотация Штейнгауза — Мозера(предел {\displaystyle \omega }).
1995 год — Джон Конвей изобрёл цепную стрелочную нотацию(предел {\displaystyle \omega ^{2}}).
2002 год — Д. Бауэрс (J. Bowers) опубликовал свои нотацию массива (предел {\displaystyle \omega ^{\omega }}) и расширенную нотацию массива (предел {\displaystyle \omega ^{\omega ^{\omega }}}).
2002 год — Х. Фридман дал определение функции TREE(n), имеющей скорость роста {\displaystyle \theta (\Omega ^{\omega }\omega )}.
2006 год — Х. Фридман дал определение быстрорастущим функциям SCG(n) (Subcubic Graph Number) (Функция Крускала) и SSCG(n) (Simple Subcibuc Graph Number) (Простая Функция Крускала).
2007 год — Д. Бауэрс определил ещё более мощную нотацию BEAF (данная нотация хорошо определена до {\displaystyle \varepsilon _{0}}, числа, превосходящие этот уровень, вызывают противоречивость оценок).
2011 год — С. Сайбиан создал нотацию Гипер-Е (англ. Hyper-E) с лимитом в быстрорастущей иерархии: {\displaystyle f_{\omega }(n)}

## Список гугологизмов
Математические объекты, имеющие отношения к гугологии (в том числе большие числа), называются гугологизмами. В настоящее время наименования даны для нескольких тысяч чисел, превосходящих гугол. Ниже приведён список некоторых гугологизмов и их выражения в наиболее известных нотациях. Перед выражением в той нотации, в которой число было записано автором, стоит знак равенства, выражения для того же числа в других нотациях представляют собой аппроксимации.
| Имя числа         | Степень десяти | Нотация Кнута | Нотация Конвея                                                                                           | Нотация Бауэрса (нотация массива) | Нотация Сайбиана (гипер-E нотация) | Быстрорастущая иерархия              |
| Гугол             | {\displaystyle =10^{100}} | {\displaystyle 10\uparrow 100} | {\displaystyle 10\rightarrow 100}                                                                        | {\displaystyle \{10,100\}}        | {\displaystyle E100}               | {\displaystyle f_{2}(324)}           |
| Гуголплекс        | {\displaystyle =10^{10^{100}}} | {\displaystyle 10\uparrow 10\uparrow 100} | {\displaystyle 10\rightarrow (10\rightarrow 100)}                                                        | {\displaystyle \{10,\{10,100\}\}} | {\displaystyle E100\#2}            | {\displaystyle f_{2}^{2}(324)}       |
| Гиггол (Giggol)   | {\displaystyle \underbrace {10^{10^{10^{\cdots ^{10^{10}}}}}} _{\text{100 десяток}}} | {\displaystyle 10\uparrow ^{2}100} | {\displaystyle 10\rightarrow 100\rightarrow 2}                                                           | {\displaystyle =\{10,100,2\}}     | {\displaystyle E1\#100}            | {\displaystyle f_{3}(100)}           |
| Гаггол (Gaggol)   | {\displaystyle \left.{\begin{matrix}&&\underbrace {10^{10^{10^{\cdots ^{10^{10}}}}}} \\&&\underbrace {10^{10^{10^{\cdots ^{10^{10}}}}}} \\&&\underbrace {\quad \quad \;\;\vdots \quad \quad \;\;} \\&&\underbrace {10^{10^{10^{\cdots ^{10^{10}}}}}} \\&&{\text{10 десяток}}\end{matrix}}\right\}{\text{100 }}} | {\displaystyle 10\uparrow ^{3}100} | {\displaystyle 10\rightarrow 100\rightarrow 3}                                                           | {\displaystyle =\{10,100,3\}}     | {\displaystyle E1\#1\#100}         | {\displaystyle f_{4}(100)}           |
| Бугол (Boogol)    | | {\displaystyle 10\uparrow ^{100}10} | {\displaystyle 10\rightarrow 10\rightarrow 100}                                                          | {\displaystyle =\{10,10,100\}}    | {\displaystyle E100\#\#100}        | {\displaystyle f_{101}(100)}         |
| Число Грэма       | | {\displaystyle =\left.{\begin{matrix}&&\underbrace {3\uparrow \uparrow \cdots \uparrow \uparrow 3} \\&&\underbrace {3\uparrow \uparrow \cdots \uparrow \uparrow 3} \\&&\underbrace {\quad \quad \;\;\vdots \quad \quad \;\;} \\&&\underbrace {3\uparrow \uparrow \cdots \uparrow \uparrow 3} \\&&3\uparrow ^{4}3{\text{стрелок}}\end{matrix}}\right\}{\text{64 }}} | {\displaystyle 3\rightarrow 3\rightarrow 64\rightarrow 2}                                                | {\displaystyle \{3,65,1,2\}}      | {\displaystyle E(3)3\#\#4\#64}     | {\displaystyle f_{\omega +1}(64)}    |
| Траддом (Traddom) | | | {\displaystyle 10\rightarrow 10\rightarrow 11\rightarrow 4}                                              | {\displaystyle \{10,10,3,2\}}     | {\displaystyle E10\#\#10\#\#4}     | {\displaystyle =f_{\omega +3}(10)}   |
| Биггол (Biggol)   | | | {\displaystyle 10\rightarrow 10\rightarrow 10\rightarrow 100}                                            | {\displaystyle =\{10,10,100,2\}}  | {\displaystyle E100\#\#100\#\#100} | {\displaystyle f_{\omega .2}(100)}   |
| Трултом (Trultom) | | | {\displaystyle 10\rightarrow 10\rightarrow 10\rightarrow 10\rightarrow 11}                               | {\displaystyle \{10,10,10,3\}}    | {\displaystyle E10\#\#\#4}         | {\displaystyle =f_{\omega .3}(10)}   |
| Тругол (Troogol)  | | | {\displaystyle \underbrace {10\rightarrow 10\rightarrow \cdots \rightarrow 10} _{101\quad \rightarrow }} | {\displaystyle =\{10,10,10,100\}} | {\displaystyle E100\#\#\#100}      | {\displaystyle f_{\omega ^{2}}(100)} |
| ----------------- | --- | --- | --- | --------------------------------- | ---------------------------------- | ------------------------------------ |

Числа, приведённые ниже, находятся уже за пределами применения нотаций Кнута и Конвея.
| имя числа                   | нотация Бауэрса (BEAF)                                                                                                  | нотация Сайбиана                  | быстрорастущая иерархия                                        |
| --------------------------- | --- | --------------------------------- | -------------------------------------------------------------- |
| Квадругол (Quadroogol)      | {\displaystyle =\{10,10,10,10,100\}}                                                                                    | {\displaystyle E100\#\#\#\#100}   | {\displaystyle f_{\omega ^{3}}(100)}                           |
| Квадрексом (Quadrexom)      | {\displaystyle \{10,10,10,10,10,10\}}                                                                                   | {\displaystyle E10\#\#\#\#\#10}   | {\displaystyle =f_{\omega ^{4}}(10)}                           |
| Квинтугол (Quintoogol)      | {\displaystyle =\{10,10,10,10,10,100\}}                                                                                 | {\displaystyle E100\#\#\#\#\#100} | {\displaystyle f_{\omega ^{4}}(100)}                           |
| Губол (Goobol)              | {\displaystyle =\{10,100(1)2\}=} {\displaystyle =\underbrace {\{10,10,10,\cdots ,10,10\}} _{100\quad {\text{десяток}}}} | {\displaystyle E100\#^{99}100}    | {\displaystyle f_{\omega ^{98}}(100)}                          |
| Бубол (Boobol)              | {\displaystyle =\{10,10,100(1)2\}}                                                                                      | E100#^#100##100                   | {\displaystyle f_{\omega ^{\omega }+99}(100)}                  |
| Трубол (Troobol)            | {\displaystyle =\{10,10,10,100(1)2\}}                                                                                   | E100#^#100###101                  | {\displaystyle f_{\omega ^{\omega }+\omega ^{2}}(100)}         |
| Квадрубол (Quadroobol)      | {\displaystyle =\{10,10,10,10,100(1)2\}}                                                                                | E100#^#100####101                 | {\displaystyle f_{\omega ^{\omega }+\omega ^{3}}(100)}         |
| Гутрол (Gootrol)            | {\displaystyle =\{10,100(1)3\}}                                                                                         | E100#^#100#^#100                  | {\displaystyle f_{\omega ^{\omega }.2}(100)}                   |
| Госсол (Gossol)             | {\displaystyle =\{10,10(1)100\}}                                                                                        | E100#^#*#100                      | {\displaystyle f_{\omega ^{\omega +1}}(100)}                   |
| Моссол (Mossol)             | {\displaystyle =\{10,10(1)10,100\}}                                                                                     | E100#^#*##100                     | {\displaystyle f_{\omega ^{\omega +2}}(100)}                   |
| Боссол (Bossol)             | {\displaystyle =\{10,10(1)10,10,100\}}                                                                                  | E100#^#*###100                    | {\displaystyle f_{\omega ^{\omega +3}}(100)}                   |
| Троссол (Trossol)           | {\displaystyle =\{10,10(1)10,10,10,100\}}                                                                               | E100#^#*####100                   | {\displaystyle f_{\omega ^{\omega +4}}(100)}                   |
| Дубол (Dubol)               | {\displaystyle =\{10,100(1)(1)2\}}                                                                                      | E100#^#*#^#100                    | {\displaystyle f_{\omega ^{\omega .2}}(100)}                   |
| Дутрол (Dutrol)             | {\displaystyle =\{10,100(1)(1)3\}}                                                                                      | E100#^#*#^#100#^#*#^#100          | {\displaystyle f_{\omega ^{\omega .2}.2}(100)}                 |
| Колоссол (Colossol)         | {\displaystyle =\{10,10(3)2\}}                                                                                          | E10#^###10                        | {\displaystyle f_{\omega ^{\omega ^{3}}}(10)}                  |
| Тероссол (Terossol)         | {\displaystyle =\{10,10(4)2\}}                                                                                          | E10#^####10                       | {\displaystyle f_{\omega ^{\omega ^{4}}}(10)}                  |
| Петоссол (Petossol)         | {\displaystyle =\{10,10(5)2\}}                                                                                          | E10#^#####10                      | {\displaystyle f_{\omega ^{\omega ^{5}}}(10)}                  |
| Гонгулус (Gongulus)         | {\displaystyle =\{10,10(100)2\}}                                                                                        | E10#^#^#100                       | {\displaystyle f_{\omega ^{\omega ^{100}}}(10)}                |
| Годтосол (Godtothol)        | {\displaystyle \{100,100((1)1)2\}}                                                                                      | =E100#^#^#^#100                   | {\displaystyle f_{\omega ^{\omega ^{\omega ^{\omega }}}}(100)} |
| Годтопол (Godtopol)         | {\displaystyle \{100,100(((1)1)1)2\}}                                                                                   | =E100#^#^#^#^#^#100               | {\displaystyle f_{\omega \uparrow \uparrow 6}(100)}            |
| Годоктол (Godoctol)         | {\displaystyle \{100,100((((0,1)1)1)1)2\}}                                                                              | =E100#^#^#^#^#^#^#^#^#100         | {\displaystyle f_{\omega \uparrow \uparrow 9}(100)}            |
| Декотетром (Dekotetrom)     | {\displaystyle X\uparrow ^{2}9\&10}                                                                                     | E10#^^#10                         | {\displaystyle =f_{\omega \uparrow \uparrow 10}(10)}           |
| Гоппатос (Goppatoth)        | {\displaystyle =10\uparrow \uparrow 100\&10}                                                                            | E10#^^#101                        | {\displaystyle f_{\varepsilon _{0}}(101)}                      |
| Тесракросс (Tethracross)    | {\displaystyle X\uparrow ^{3}X^{2}\&100}                                                                                | =E100#^^##100                     | {\displaystyle f_{\zeta _{0}}(100)}                            |
| Тесракубор (Tethracubor)    | {\displaystyle X\uparrow ^{4}101\&100}                                                                                  | =E100#^^###100                    | {\displaystyle f_{\eta _{0}}(100)}                             |
| Тесратерон (Tethrateron)    | {\displaystyle X\uparrow ^{5}101\&100}                                                                                  | =E100#^^####100                   | {\displaystyle f_{\varphi (4,0)}(100)}                         |
| Пентаксулум (Pentacthulhum) | {\displaystyle \{X,X,1,2\}\&100}                                                                                        | =E100#^^^#100                     | {\displaystyle f_{\Gamma _{0}}(99)}                            |
| Гексаксулум (Hexacthulhum)  | {\displaystyle \{X,X,1,3\}\&100}                                                                                        | =E100#^^^^#100                    | {\displaystyle f_{\varphi (2,0,0)}(99)}                        |
| Годсгодгулус (Godsgodgulus) | {\displaystyle \{X,X,1,99\}\&100}                                                                                       | =E100#{100}#100                   | {\displaystyle f_{\varphi (98,0,0)}(99)}                       |
| TREE(3)                     | |                                   | {\displaystyle f_{\theta (\Omega ^{\omega }\omega )}(3)}       |
| SCG(13)                     | |                                   | {\displaystyle f_{\psi _{\Omega }(\Omega _{\omega })}(13)}     |

## Применение больших чисел в других областях науки
Космология
- Диаметр видимой части Вселенной 8,8⋅1026 м
- Число атомов в видимой части Вселенной {\displaystyle \approx 10^{80}} (по разным оценкам от 4⋅1079 до 1081).
- Число объёмов Планка 1,6⋅10−35 м — планковская длина) в видимой части Вселенной {\displaystyle \approx 4,7\times 10^{184}}
- Диаметр Вселенной в соответствии с некоторыми инфляционными моделями {\displaystyle \approx 10^{10^{12}}}м
- Возможное число вселенных в мультиверсуме по оценке А. Линде и В. Ванчурина в соответствии с хаотической теорией инфляции {\displaystyle 10^{10^{10^{7}}}}[18].

Статистическая механика
- Вероятность того, что в 1 см³ обычного воздуха вследствие случайного хаотического движения молекул объём 1 мм³ в течение 1 секунды будет оставаться абсолютно пустым {\displaystyle 1/10^{10^{13}}} (что соответствует времени ожидания {\displaystyle 10^{10^{13}}} с.)[19]
- Время ожидания появления больцмановского мозга в результате квантовой флуктуации в де-ситтеровском вакууме {\displaystyle \approx 10^{10^{50}}} лет[20].
- Время возвращения Пуанкаре для квантового состояния гипотетического ящика, вмещающего чёрную дыру, масса которой равна массе Вселенной согласно некоторым инфляционным моделям {\displaystyle \approx 10^{10^{10^{10^{10^{1,1}}}}}} лет[21][22].

Теория графов
- Число Грэма — верхняя граница для наименьшего числа измерений гиперкуба, при котором двухцветная раскраска линий, соединяющих все пары вершин этого куба, обязательно содержит одноцветный 4-вершинный копланарный полный подграф
- TREE(3)
- SCG(13)